# Takumi Horiike
Takumi Horiike (堀池 巧, Horiike Takumi) est un footballeur japonais né le 6 septembre 1965 à Shizuoka dans la préfecture de Shizuoka au Japon.